# Thierry Bourguignon
Thierry Bourguignon (La Mure, 9 dicembre 1962) è un dirigente sportivo ed ex ciclista su strada francese.

## Palmarès

### Strada
- 1988 (Dilettanti, una vittoria)

Classifica generale Tour Nivernais Morvan
- 1990 (Toshiba, una vittoria)

2ª tappa Tour du Vaucluse
- 1993 (Castorama, una vittoria)

Classifica generale Tour du Vaucluse
- 1995 (Le Groupement, una vittoria)

2ª tappa - parte b Grand Prix du Midi Libre (Laissac > Rodez)

#### Altri successi
- 1991 (Toshiba)

2ª tappa Parigi-Nizza (Nevers, cronosquadre)
Criterium Dun-le-Palestel
- 1998 (BigMat-Auber 93)

Criterium Riom
- 1999 (BigMat-Auber 93)

Criterium Monein
Criterium Vouneuil-sous-Biard
- 2000 (BigMat-Auber 93)

Grand Prix Tarentaise Briançon
Criterium Saran

## Piazzamenti

### Grandi Giri
- Giro d'Italia

1993: 25º
1994: ritirato (13ª tappa)
- Tour de France

1991: 25º
1992: 29º
1993: 36º
1996: 62º
1997: 28º
1998: 26º
1999: 48º
- Vuelta a España

1990: 37º

### Classiche monumento
- Milano-Sanremo

1993: 100º
- Parigi-Roubaix

1993: 63º
- Liegi-Bastogne-Liegi

1992: 65º
1994: 51º
1999: ritirato
- Giro di Lombardia

1992: 62º

### Competizioni mondiali
- Campionati del mondo

Chambéry 1989 - In linea Dilettanti: 35º